# テイツー
株式会社テイツー（英: Tay Two Co., Ltd.）は、大型エンターテインメントリユースチェーン「古本市場」や新パッケージ店舗「ふるいち」などを経営する岡山市の企業である。現存する大型古本チェーン店としては、一番創業が古く、『マンガ•アニメ•ゲーム』を切り口に取り扱い商品を拡大し、リユース品のみならず、新品と中古品をバランスよく両立した独特な売場構成を展開しており、来店顧客の年齢バランスも幅広く分布している特徴がある。

## 概要
1989年（平成元年）創業、1990年（平成2年）会社設立。JASDAQに株式を上場している（証券コード:7610）。社名のテイツーは創業メンバー3名のイニシャル「TT」（高原強）「YA」（秋山良夫）「AY」（横山彰）とTAYが2つずつあったことによりTAY2⇒テイツーとされた。
1989年（平成元年）、岡山市内に古本市場1号店（豊浜店）を開店。貸倉庫を店舗化したスタイルで経費を抑えながら、膨大な在庫を有する郊外型古書店のスタイルを固めてゆく。当初は値付けが甘く、稀少な本も安価で販売していたため、マニアがこぞって買いに行くなどマニア筋では有名であった。中学・高校生を中心に「古市」（ふるいち）の愛称で親しまれている。地元岡山市の高島エリアでは「ふるほん」との愛称も確認されている。
その後、閉店した新刊書店の跡地に入居する形で古書以外にCD・DVD・ゲームソフト（新品・中古とも）を取り扱う複合店スタイルの出店に転換、2024年（令和6年）2月現在は関東・中部・関西を中心に162店舗を出店。
マスコットキャラクターはアライグマの「よしおくん」であり、創業者秋山良夫（あきやまよしお）氏の体型をイメージして誕生させた。2020年（令和２年）に会社設立30周年を記念してデザインをリニューアルしているが、その際に初めて「よしおくん」という呼び名が定められている。

## 沿革
- 1989年岡山市南区豊浜に「古本市場」 (現豊浜店) を創業
- 1990年株式会社テイツー設立
- 1994年「古本市場」関西進出（現西宮店）
- 1995年POS導入開始
- 1996年本社を岡山市北区今村に移転
- 1997年「古本市場」関東進出（旧東大和店）
- 1999年株式店頭公開（現東証JASDAQ）
- 2002年ポイントカード「ふる1かーど」導入
- 2005年東京本部を設置し本部機能を東京に移転
- 2007年連結売上高400億円突破
- 2010年「古本市場」直営店が100店舗突破
- 2013年トレカ専門店の1号店「トレカパーク 日本橋店」（大阪市）を新規出店
- 2017年会社立て直しのため、東京本部を解体し機能を分散移転
- 2019年
  - 2019年2月期に2013年2月期以来6年ぶりに最終黒字化を達成
  - AI機能を搭載した自社開発のトレーディングカード読取査定機「TAYS(テイズ)」を直営店舗で運用開始
- 2020年
  - 新たなPOSシステム「TPOS」の導入完了
  - 東京都豊島区のトキワ荘マンガミュージアム隣接地に新業態のブックカフェ「ふるいちトキワ荘通り店」を出店
  - 山徳社の株式を取得し完全子会社化
  - イオンモールへ小型店舗「ふるいち」展開開始
- 2021年
  - グループビジョン「リユースで地域と世界をつなぐ」と成長戦略を公表
  - グループECサイト構築を決定
- 2022年
  - TAYSの外販第1号の提供開始
  - 株式会社買取王国と業務提携基本契約を締結
- 2023年本社を岡山市南区豊浜町に移転

## 不祥事

### ポイントカード個人情報の紛失についての問題
2007年（平成19年）1月16日、個人情報記載の古本市場のポイントカード「ふるいちかーど入会申込書」の一部が紛失していることが拾得者の連絡により判明する。株式会社テイツーと個人情報等の機密書類の溶解処理を委託している廃棄物処理業者の廃棄運搬中に紛失した可能性があると発表した。発覚後、直ちに廃棄物処理業者に連絡、同社社員も動員し現場に赴き拾得現場周辺を捜索し、合計28枚は回収するもそれ以外の散逸については特定出来ていない。「ふるいちかーど入会申込書」の紛失は、2006年（平成18年）1月に同社フランチャイズ加盟企業の株式会社ばんぐらが合計18枚（推定）を紛失したことに続いて二度目である。
2011年には、兵庫県の伊丹店で「ふる1カード」の入会申込書43名分を紛失したことが判明した。